# 亚细亚火油公司
亚细亚火油公司（英語：Asiatic Petroleum Company）是皇家荷兰石油公司与壳牌公司于1903年成立的合资公司。

## 历史
20世纪早期在亚洲运营。上海分公司和后期总部设于上海外滩的上海亚细亚大楼。
抗日战争期间改名为中国壳牌石油公司。该公司参与了弗兰克·惠特尔的喷气发动机的早期研发。
1949年，中华人民共和国成立后，是当时大陆境内唯一的外商石油公司。1951年，中华人民共和国政府没收了公司的全部资产以报复港英政府不引渡原為中華民國輪船招商局擁有之戰利品日本黒潮丸油船（曾易名：永灝（Yung Hao），Surf Pilot）。該船於太平洋戰爭期間，在高雄港被美軍快速航母特遣艦隊擊沉，後中華民國政府緊急修復後，委託香港黃埔船塢修理，朝鮮戰爭爆發後，此船懸五星旗出海，遭香港水警於九龍灣扣押。

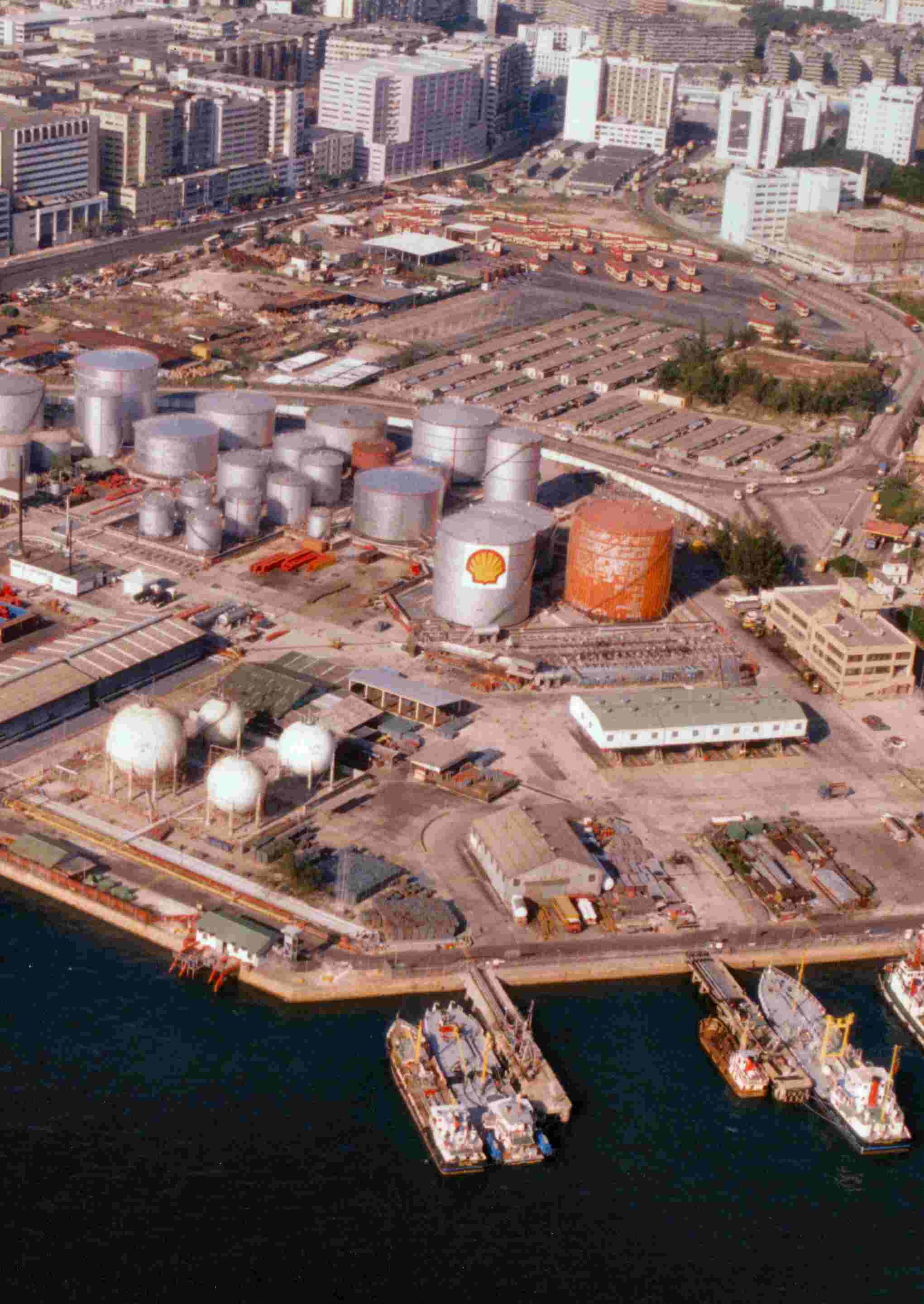
亞細亞火油觀塘油庫（1980年代）

而在香港，亞細亞火油戰前在大角嘴和銅鑼灣都有油庫，戰後就將油庫設於觀塘茶果嶺。80年代後期，油庫賣予長實公司，即今麗港城。